# Zelinnoje (Region Altai)
Zelinnoje (russisch Цели́нное) ist ein Dorf (selo) in der Region Altai (Russland) mit 5276 Einwohnern (Stand 14. Oktober 2010).

## Geographie
Der Ort liegt etwa 130 km Luftlinie ostsüdöstlich des Regionsverwaltungszentrums Barnaul und knapp 70 km nordnordöstlich im Bereich des Bijsk-Tschumysch-Höhenzuges (Bijsko-Tschumyschskaja woswyschennost). Er befindet sich am Oberlauf der Jama, eines kleineren linken Nebenflusses des Tschumysch.
Zelinnoje ist Verwaltungssitz des Rajons Zelinny sowie Sitz und einzige Ortschaft der Landgemeinde Zelinny selsowet.

## Geschichte
Das Dorf wurde 1778 gegründet und nach dem Fluss als Jaminskoje bezeichnet. 1944 wurde es Zentrum eines Rajons. 1960 erhielten Ort und Rajon den Namen Zelinnoje beziehungsweise Zelinny, von russisch zelina für Neuland.

### Bevölkerungsentwicklung
| Jahr | Einwohner |
| ---- | --------- |
| 1959 | 3562      |
| 1970 | 5130      |
| 1979 | 5713      |
| 1989 | 6087      |
| 2002 | 5882      |
| 2010 | 5276      |

Anmerkung: Volkszählungsdaten

## Verkehr
Durch Jelzowka verläuft die Regionalstraße R366, die von Bijsk kommend weiter über das benachbarte Rajonzentrum Jelzowka und den Salairrücken nach Nowokusnezk in der Oblast Kemerowo führt.